# Marine Degli
Marine Degli, docteur ès-lettres, est spécialiste de la littérature et de l'iconographie de la fin du XIXe siècle. Durant plus de dix ans, elle a été la collaboratrice de Jacques Kerchache, maître d'œuvre du Pavillon des Sessions au Louvre, et initiateur du Musée du quai Branly. Autorité en matière d'art premier, collectionneuse elle-même, elle travaille aujourd'hui au Musée du quai Branly. Elle est aussi l'auteur de l'Album du Pavillon des Sessions (RMN, 2000) et a participé à l'écriture de l'Album du Musée du quai Branly (2005).

## Ouvrages
- Sculptures - Afrique, Asie, Océanie, Amérique, Album du Musée du Louvre, Pavillon des Sessions (photos Hughes Dubois), Réunion des Musées Nationaux.
- Histoires de squelettes, petite anthologie récréative à l'usage des bons vivants, textes réunis par Marine Degli, illustrés de dessins de Jean Benoît, Paris, Hourglass,  1997.
- Arts premiers, Le temps de la reconnaissance, en collaboration avec Marie Mauzé, Paris, Gallimard, coll. « Découvertes Gallimard / Arts » (no 393), 2000, rééd. 2006.
- L'Art dogon, avec Olivier Morel, Éditions courtes et longues, 2006.
- Imagier, Éditions du Musée du Quai Branly/RMN, 2006.
- Les Indiens des grandes plaines, avec Olivier Morel, Éditions courtes et longues, 2007.
- L'Art maori, avec Olivier Morel, Éditions courtes et longues, 2008.
- Le Symbolisme, avec Olivier Morel, Éditions courtes et longues, 2009.
- L'Art inuit, avec Olivier Morel, Éditions courtes et longues, 2010.
- Marine Degli et Olivier Morel (illustrateur), L'Art aborigène, Paris, Éditions Courtes et longues, coll. « Toutes mes histoires de l'art », 2010 (réimpr. 2016), 52 p., 28,8 × 25 cm, broché (ISBN 978-2-35290-161-7)
- Contes du Chat noir, anthologie présentée et éditée par Marine Degli, Paris, Gallimard, coll. Folio classique n° 7001, 2021, 704 p. 32 ill.